# Johann von Hinrichs
Johann Freiherr von Hinrichs (* 3. November 1752 in Hamburg; † 15. November 1834 in Stargard) war ein preußischer Generalleutnant.

## Leben
Nach dem Besuch des Akademischen Gymnasiums in Hamburg immatrikulierte Hinrichs sich an der Universität Göttingen. 1774 trat er als Leutnant in die Kurhessische Armee und nahm 1776/83 am Amerikanischen Unabhängigkeitskrieg teil. Nach seiner Rückkehr nahm er 1786 seinen Abschied und wurde als Kapitän und Kompaniechef im Leichten Infanterieregiment „Chaumontet“ der Preußischen Armee angestellt. Im Jahr darauf wurde Hinrichs Kommandeur des Füsilierbataillons „von Wallbrunn“. Der König ernannte ihn am 29. Juni 1788 zum Chef des Bataillons, dass ab diesem Zeitpunkt seinen Namen trug. 1794/95 führte Hinrichs seine Truppen während des Feldzuges in Polen. Im Gefecht bei Labischin wurde er verwundet und für seine Leistungen mit dem Orden Pour le Mérite ausgezeichnet. Sein Bataillon lag seit 1795 in Łowicz, der neuen preußischen Provinz Südpreußen in Garnison. Später wurde es Bestandteil der 1. Warschauer Füsilierbrigade. Im Mai 1801 avancierte Hinrichs zum Generalmajor. Während des Krieges gegen Frankreich wurde er 1806 im Gefecht bei Halle/Saale durch einen Säbelhieb am Hals sowie einen Bajonettstich in die Brust schwer verwundet. Er geriet in französische Gefangenschaft, aus der er im Herbst 1807 zurückkehrte.
Nach dem Frieden von Tilsit wurde Hinrichs mit Aussicht auf Wiederanstellung auf Halbsold gesetzt und verbrachte seine Zeit in Riesenburg. Seiner mehrfachen Bitte auf Wiederanstellung kam der König nicht nach, bewilligte ihm aber ein Gnadengehalt. Erst nach dem Beginn der Befreiungskriege erhielt Hinrichs am 5. Mai 1813 ein aktives Kommando und wurde zum Chef der neumärkischen Landwehrdivision und zum Befehlshaber des Blockadekorps von Küstrin ernannt. Nach der Kapitulation der französischen Besatzungstruppen wurde er am 18. März 1814 Kommandant der Festung und mit dem Eisernen Kreuz II. Klasse ausgezeichnet. Zu seinen Ehren und zur Erinnerung an die Befreiung errichtete man in Küstrin einen Gedenkstein. Der König bewilligte am 3. Oktober 1815 unter Verleihung des Charakters als Generalleutnant und einer Pension von 1500 Talern seinen Abschied. In Würdigung seiner Verdienste erhielt er am 10. September 1834 den Roten Adlerorden II. Klasse.
Hinrichs war Freimaurer und „Alt-Schottischer delegierter Ober-Meister“ in der Loge in Plock sowie Ehrenmitglied der Freimaurerloge in Halle (Saale).